# Krokočín
Krokočín (en allemand : Krokotschin) est une commune du district de Třebíč, dans la région de Vysočina, en République tchèque. Sa population s'élevait à 181 habitants en 2025

## Géographie
Krokočín se trouve à 5 km au sud du centre de Velká Bíteš, à 25,7 km à l'est-nord-est de Třebíč, à 49,5 km à l'est-sud-est de Jihlava et à 161 km au sud-est de Prague.
La commune est limitée par Velká Bíteš à l'ouest et au nord, par Stanoviště à l'est, par Újezd u Rosic au sud-ouest, et par Hluboké au sud.

## Histoire
La première mention écrite de la localité date de 1350.

## Transports
Par la route, Krokočín se trouve à 6,5 km de Velká Bíteš, à 31 km de Třebíč, à 57,5 km de Jihlava et à 177 km de Prague.